# John Crouse
John Crouse (* 8. Februar 1907 in Iowa; † 17. März 1982 in San Bernardino, Kalifornien) war ein US-amerikanischer Spezialeffektkünstler und Maskenbildner, der 1945 für seinen Beitrag zu der Literaturverfilmung Die Abenteuer Mark Twains für einen Oscar nominiert war.

## Leben
Gleich für seinen ersten Film, die Filmbiografie Die Abenteuer Mark Twains, die Leben und Karriere des „Vaters“ von Tom Sawyer und Huckleberry Finn beleuchtet, wurde John Crouse 1945 zusammen mit Paul Detlefsen (fotografische Effekte) und Nathan Levinson (Soundeffekte) für einen Oscar in der Kategorie „Beste Spezialeffekte“ nominiert. Die Trophäe ging jedoch an A. Arnold Gillespie, Donald Jahraus, Warren Newcombe und Douglas Shearer und den Kriegsfilm Dreißig Sekunden über Tokio.
In dem Mantel-und-Degen-Film Die Liebesabenteuer des Don Juan mit Errol Flynn und Viveca Lindfors trat Crouse 1948 ein weiteres Mal in Erscheinung, indem er für die Spezialeffekte sorgte. Was er danach tat, ist derzeit nicht bekannt.

## Filmografie (Auswahl)
- 1945: Die Abenteuer Mark Twains (The Adventures of Mark Twain)
- 1948: Die Liebesabenteuer des Don Juan (Adventures of Don Juan)

## Nominierung
- 1945: Oscarnominierung für Die Abenteuer Mark Twains